# 植松亮

植松 亮（うえまつ りょう）は日本の撮影技師。日本映画学校（現・日本映画大学）
卒業。

## 主な作品

### 映画
- 『red letters』（2006年）
- 『伊賀の乱 拘束』（2007年）
- 『戦国　伊賀の乱』（2009年）
- 『忍邪』（2010年）
- 『女忍 KUNOICHI』（2011年）

| スタブアイコン | サブスタブ | この項目は、まだ閲覧者の調べものの参照としては役立たない、人物に関連した書きかけの項目です。この項目を加筆・訂正などしてくださる協力者を求めています（P:人物伝/PJ:人物伝）。 |